# Pelobates
Pelobates är ett släkte av groddjur som beskrevs av Johann Georg Wagler 1816 som ingår i familjen lökgrodor (Pelobatidae). Arterna förekommer i Europa, västra Asien och nordvästra Afrika.
Pelobates är enda släktet med nu levande arter i familjen lökgrodor.
Arter enligt Catalogue of Life och Dyntaxa:
- Spansk lökgroda (Pelobates cultripes)
- Lökgroda (Pelobates fuscus)
- Östlig lökgroda (Pelobates syriacus)
- Pelobates varaldii